# Women of Wrestling

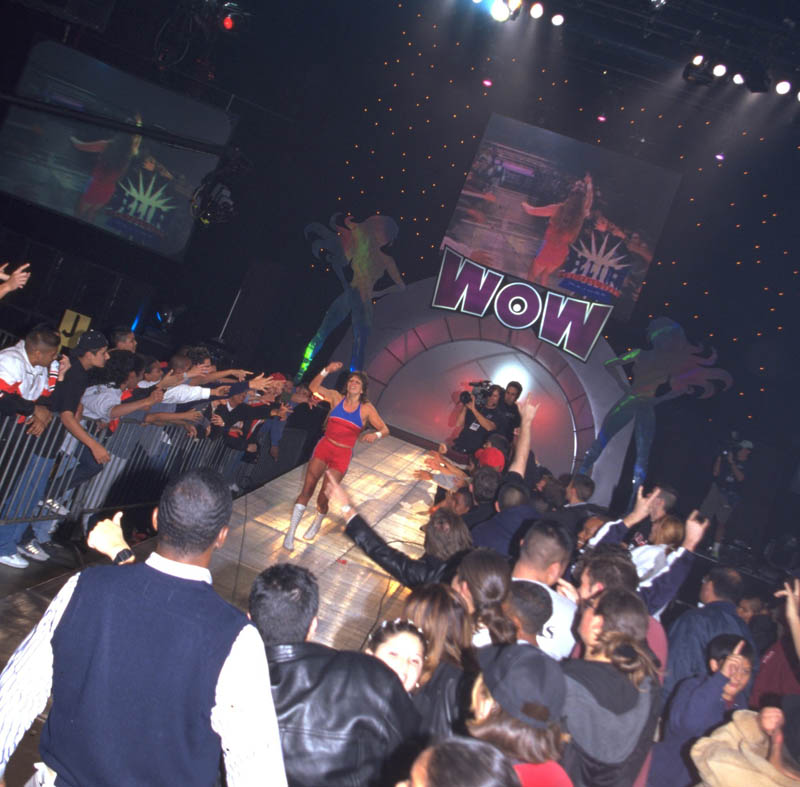
Selina Majors entrando no WOW.

Women of Wrestling (WOW) foi uma promoção de wrestling profissional estadunidense para mulheres, fundada em 2000, por David McLane, o mesmo criador de Gorgeous Ladies of Wrestling e Powerful Women of Wrestling. A companhia tinha sede em Los Angeles, Califórnia. Alguns shows aconteciam em Inglewood, Califórnia.
O vice-presidente dos Los Angeles Lakers, Jeannie Buss, era o bancário da promoção, mas não entrava no ringue. A promoção produziu dois eventos pay-per-view, Women of Wrestling Unleashed e Season One. Em 2004, foi planejado um revival da companhia, que falira em 2001, mas isso não foi concretizado.

## Títulos
- WOW World Championship
- WOW World Tag Team Championship